# Slavkovići
Slavkovići su naseljeno mjesto u općini Konjic, Federacija Bosne i Hercegovine, BiH.
Nalazi se u dolini Neretvice, sjeverozapadno od Konjica.

## Stanovništvo

### 1991.
Nacionalni sastav stanovništva 1991. godine, bio je sljedeći:
ukupno: 137
- Muslimani – 75
- Hrvati – 61
- ostali, neopredijeljeni i nepoznato – 1

### 2013.
Nacionalni sastav stanovništva 2013. godine, bio je sljedeći:
ukupno: 21
- Bošnjaci – 20
- Hrvati – 1

## Vanjske poveznice
- Satelitska snimka  Arhivirana inačica izvorne stranice od 29. ožujka 2021. (Wayback Machine)